# Полярна вулиця (Київ)
Поля́рна вулиця — вулиця в Оболонському районі міста Києва, місцевість Пріорка, житлові масиви Мінський, Оболонь. Пролягає від площі Тараса Шевченка до Богатирської вулиці.
Прилучаються вулиці Вишгородська, Автозаводська, Бережанська, Сім'ї Кульженків, Лебединська, проспекти Маршала Рокоссовського та Литовський.

## Історія
Виникла у 50-ті роки XX століття як вулиця без назви. Сучасна назва — з 1955 року. До 1986 року Полярна вулиця простягалася до вулиці Петра Калнишевського. Того ж року, після спорудження шляхопроводу, що сполучає Оболонь та Мінський масив, її продовжено до теперішніх розмірів.
2 червня 2023 року розпочали будувати шляхопровід над вулицею Богатирською..
30 серпня 2024 року відкрили повноцінний рух  новозбудованим шляхопроводом.
31 січня 2025 розпочали ремонт мосту над коліями, який капітально не ремонтували з часів його відкриття, 1986 року..

## Важливі установи

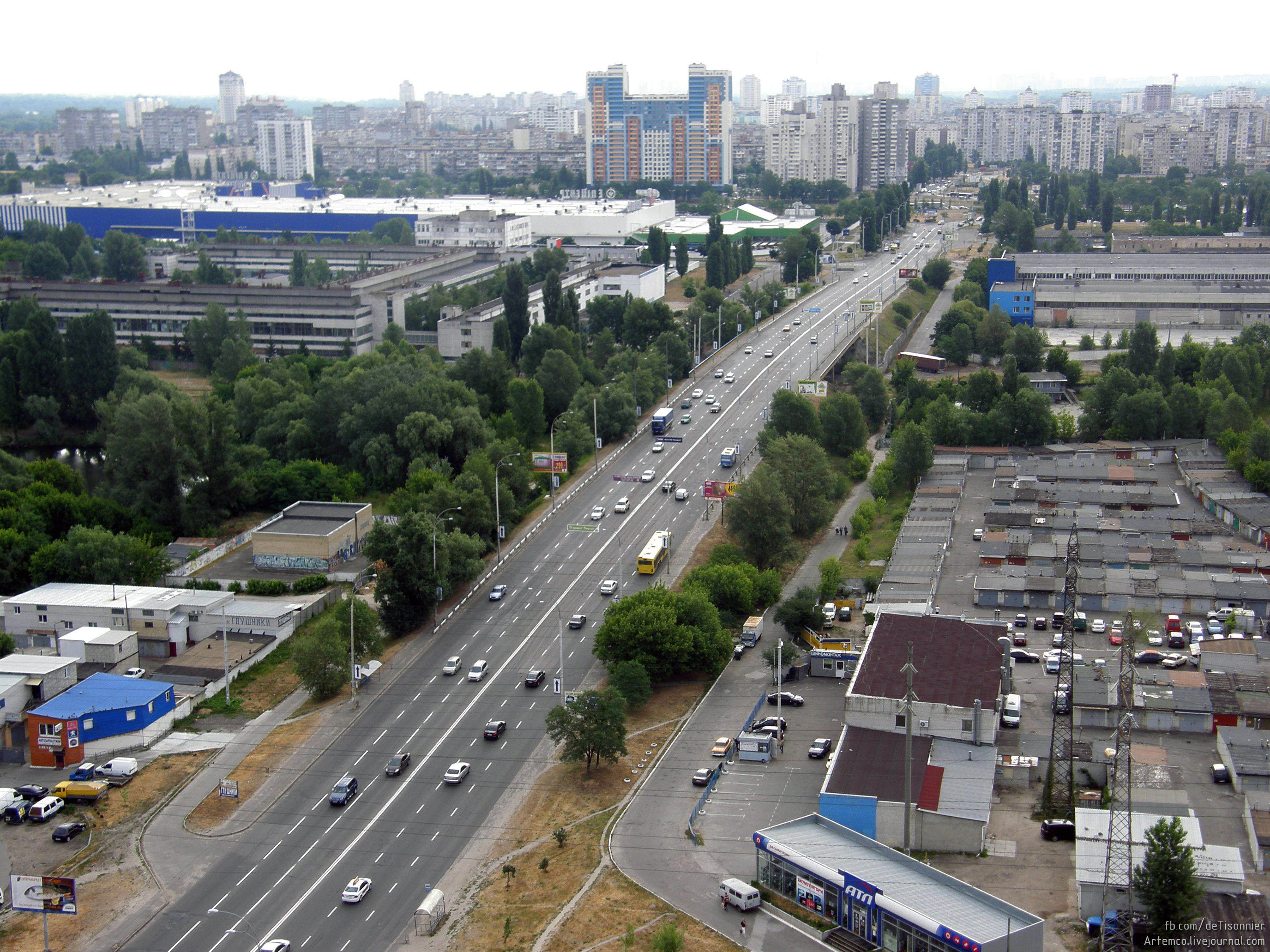
вулиця Полярна на схід у бік Оболоні

- Відділення зв'язку № 201 (буд. № 8-А)
- Загальноосвітня школа № 285 (буд. № 8-В)